# Nysibiriske øer
Nysibiriske øer er en øgruppe i Ishavet. Øerne hører under Jakuten, Rusland, og har et areal af 25.966 km². Længst mod nord ligger De Long øerne (4.829 km²), af hvilke Bennet Land er den største. Der efter følger de Nysibiriske øer i snævrere forstand, der foruden flere mindre består af de tre store øer: Ostrov Kotelnyj (Kessel ø, 10.814 km²), Ostrov Faddjejevskij (Thaddæus ø, Faddjejef ø, 2.573 km²) og Novaja Sibir (2.316 km²). Sydligere ligger Ljæchovs Øer, af hvilke Ostrov Blishnij (3.907 km²) og Malakatyn (808 km²) er de største. 
Vinteren er yderst streng, og sommerens middeltemperatur er kun omkring 4 °C. 
Øerne har en fattig, arktisk plantevækst. De er gennemgående lave, flade eller bakkede. Hist og her rager små granitfjelde op gennem de kvartære lag, hvoraf jordbunden væsentlig består. Disse kvartærlag består af sandlag, sandholdige, frosne snemasser vekslende med lag af ren, klar is. De indeholder talrige rester af fortidens plantevækst, der viser, at klimaet forhen var mildere, så at øerne engang har været rige på birke- og elleskov. Størst betydning har dog den uudtømmelige rigdom af fossile knogler (mammut, næsehorn o. a.). 
Øerne var forhen ubeboede, men besøgtes hvert år for indvindingen af mammut-elfenben, hvoraf der produceres betydelige mængder. 
Ljæchovs øer opdagedes 1770 af købmanden Ljæchov, 1773 opdagedes Ostrov Kotelnyj, 1805 Ostrov Faddjejevskij, 1806 Novaja Sibir, 1879 De Long øerne. Nøjere undersøgelser af øerne foretoges 1809—11 af Hedenstrøm, 1823 af Anjou, 1885—89 af Bunge og Toll.